# E.C. Manning Park
E.C. Manning Park är en park i Kanada.   Den ligger i provinsen British Columbia, i den södra delen av landet, 3 400 km väster om huvudstaden Ottawa. E.C. Manning Park ligger 1 261 meter över havet.
Terrängen runt E.C. Manning Park är kuperad norrut, men söderut är den bergig. E.C. Manning Park ligger nere i en dal. Trakten runt E.C. Manning Park är nära nog obefolkad, med mindre än två invånare per kvadratkilometer..
I omgivningarna runt E.C. Manning Park växer i huvudsak barrskog.